# J-Status
J-Status ist eine jamaikanische R&B-/Hip-Hop-Band.

## Bandgeschichte
Die beiden Brüder Barwise und die Klassenkameraden Stewart und Thompson kannten sich seit der Schulzeit und sie sangen zusammen im Kirchenchor. 2002 versuchten sie ihr Glück in den Vereinigten Staaten. Anfangs blieben ihre Versuche im Musikgeschäft erfolglos. Erst als sie in Port Chester, New York, für Kost und Logis in einer Kirche auftraten, kam eine Verbindung mit dem Label SRP zustande, die auch andere Künstler aus der Karibik unter Vertrag hatten.
Die vier Jamaikaner machten erstmals auf sich aufmerksam, als sie 2005 auf dem Debütalbum von Rihanna mitwirkten. Dafür revanchierte sich der Star aus Barbados, indem sie auf ihrer Debütsingle Roll It sang. Das Lied war unter dem Titel Roll It Gal ein Soca-Hit in Barbados gewesen und stammte aus der Feder von Shontelle, die ebenfalls bei der J-Status-Version mitwirkte. Ihre R&B-/Dance-Version Roll It wurde 2007 ein Hit in Deutschland und schaffte es bis auf Platz 33 der Singlecharts.
In den USA floppte die Single allerdings. Nachdem sie auch bei Rihannas zweitem Album mitgewirkt hatten, wurde es dann erst einmal ruhig um sie. 2009 starteten sie einen zweiten Anlauf mit dem Titel Pieces mit Unterstützung von Shontelle.

## Bandmitglieder
- Orain "Shabbz" Stewart
- Byron "Mista Fyah" Barwise
- Dru Barwise
- Andrew "Monsta" Thompson

## Diskografie
Singles
- Roll It (feat. Rihanna, 2007)
- Pieces (feat. Shontelle, 2009)